# Кошмары и мечты
«Кошмары и мечты» (англ. Nightmares and Daydreams) — девятый эпизод третьего сезона американского мультсериала «Аватар: Легенда об Аанге».

## Сюжет
Сокка приводит команду на остров, где они встретятся с союзниками по вторжению. До него осталось 4 дня, и Аанг переживает из-за этого. Когда Аватар засыпает, ему снится кошмар, в котором он пришёл свергнуть Лорда Огня Озая, но тот ему говорит, что на Аанге нет штанов, и мальчик просыпается, решая потренироваться. За Зуко ухаживают лакеи, и принц выходит к народу, который с почестями встречает его, а после его перевозят через дорогу к Мэй. Аанг бьёт дерево, практикуясь, но друзья просят его успокоиться, однако он посвящает день занятиям. Ночью ему снова снится кошмар, в котором Лорд Огня говорит Аангу, что Аватар не подготовился к тесту по математике, и мальчик снова просыпается. Он снова паникует, но Катара умоляет его поспать ради неё, и Аанг соглашается. Зуко приказывает слугам принести для Мэй корзину фруктов, а она говорит ему про собрания на тему войны, и принц, не зная о них, полагает, что его не пригласили.
Утром к Аангу подходит Озай и говорит, что Аватар проспал вторжение. Аанг просыпается от ужаса, но друзья говорят ему, что ещё 2 дня до миссии. Аватар заставляет Сокку лезть на скалу, чтобы тот не совершил ошибку как в его сне, и просит Тоф не напиваться воды, ибо её недержание сгубило их в кошмаре. Он говорит Катаре следить за волосами. Аанг продолжает паниковать, и тогда Катара ведёт его заниматься йогой у тёплого водоёма. Однако там ему становится жарко, и Аватар представляет, что Лорд Огня атакует его огненными шарами. Тогда он решает выговориться Сокке как психологу, но это не помогает. Зуко приходит в парикмахерскую к Азуле, и сестра говорит брату, что отец ждёт его на собрании, а не пригласили принца потому, что очевидно то, что ему надо туда идти. Тоф делает Аангу массаж с помощью магии земли, а потом хочет сделать ему акупунктуру ежом, но Аватар убегает. Мэй подбадривает своего парня и просит провести с ней время, но Зуко переживает из-за собрания. Ночью Аангу снова снится кошмар, в котором страдают его друзья, а он тонет в реке и видит Зуко, а затем падающую комету. Аватар просыпается и кричит, а потом решает не спать до самого вторжения.
Утром Аанг измотан, и Катара разговаривает с ним. Аватар говорит, что должен спасти мир ради людей, которых любит, и признаётся Катаре в своих чувствах. Он целует её, и она принимает его любовь. Он зажимает её в объятиях, но потом понимает, что это всего лишь ему привиделось. Он врёт Катаре, что мечтал о жизни под водой. Подчинённый сообщает Зуко, что отец ждёт его на собрании и не начнёт совещание без сына. Аанг продолжает тренировки, а потом ему чудится, что Момо говорит с ним. Друзья беспокоятся за Аватара, и Аппа тоже начинает говорить. Момо и Аппа ругаются и готовятся драться. Они сражаются на мечах как самураи, а Аангу мерещатся гуру Патик и другие странности. Он убегает найти холодный водоём, чтобы прийти в себя. Зуко выходит после собрания и говорит Мэй, что на нём он был идеальным принцем, о котором мечтал его отец, но это был не он. К ночи друзья сделали Аангу мягкую кровать из шерсти овец и просят его поспать. Они подбадривают Аваатра, и он засыпает. Во сне Лорд Огня снова говорит Аангу, что на нём нет штанов, но Аватар отвечает, что это на Озае нет штанов, и крепко спит.

## Отзывы

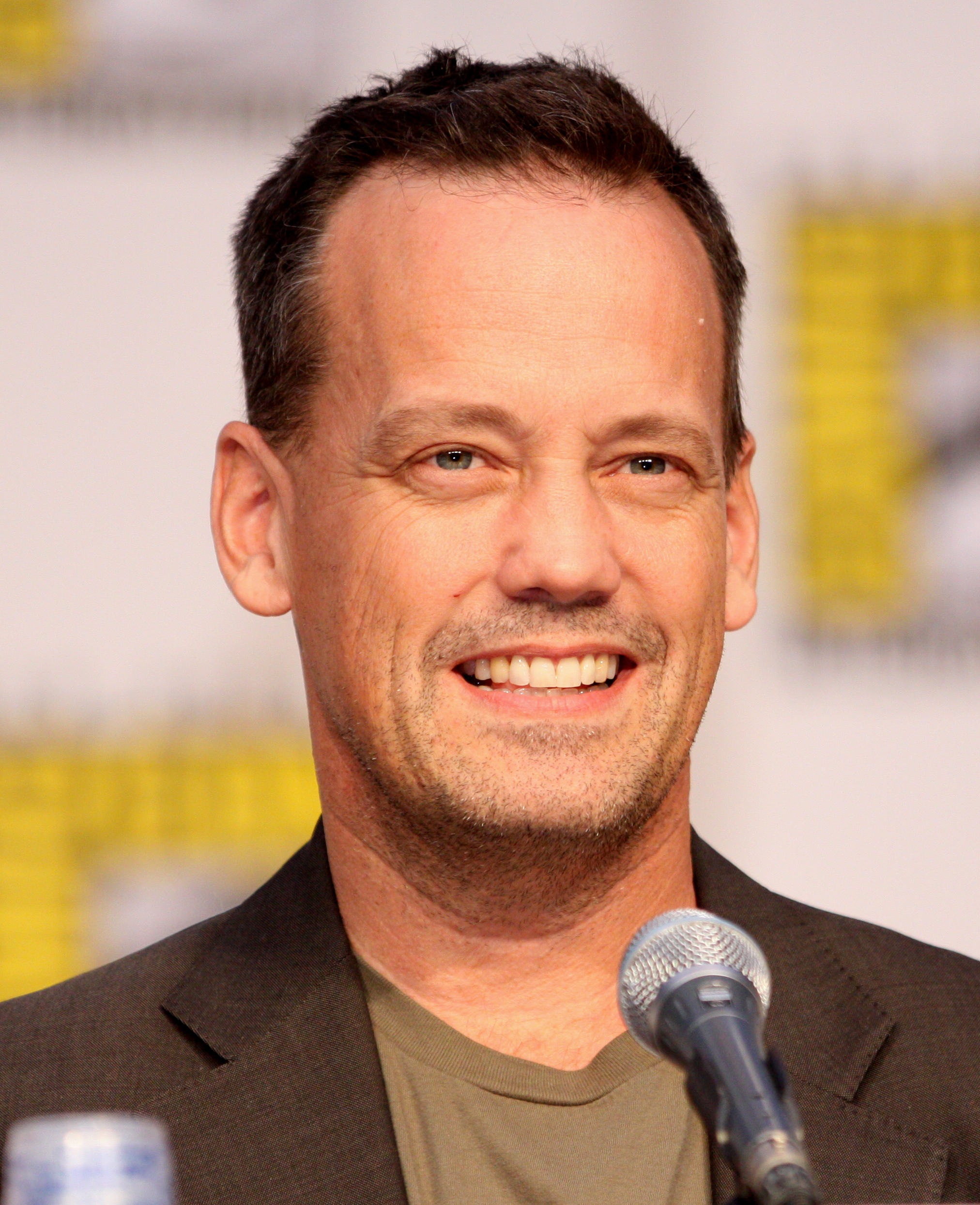
По мнению рецензента из
The A.V. Club, Ди Брэдли Бейкер
(на фото) «идеально озвучил Момо и Аппу».

Макс Николсон из IGN поставил серии оценку 8 из 10 и написал, что «хотя это и не самый важный из эпизодов, в нём хорошо был показан островок с чёрными скалами, которые не только служили идеальным местом встречи для вторжения, но и представляли великолепные живописные пейзажи на протяжении всей серии». Критик добавил, что это «определённо одно из самых запоминающихся мест в Книге Третьей и во всём мультсериале в целом». Рецензент отметил, что «кошмары Аанга включали в себя множество хороших шуток, таких как „без штанов“ и „тест по математике“». Он продолжил, что «галлюцинации Аватара тоже были забавными и содержали несколько отсылок к различным аниме и фильмам». В конце Николсон написал: «Между тем сюжетная линия Зуко была не так хороша. Как и в случае с командой Аватара, она была в основном второстепенной, но не такой приятной. К чести, она усилила сомнения Зуко в его решении примкнуть к отцу и сестре, но мы уже достаточно видели подобного в более ранних сериях и в более эффективной форме (на ум приходят „Пляж“ и „Аватар и Лорд Огня“). Кроме того, нам не показали даже самой интересной части этого конфликта, военного собрания, а вместо этого мы наблюдали происходящее только до и после него. Честно говоря, этот эпизод, вероятно, мог бы обойтись вообще без Зуко».
Хайден Чайлдс из The A.V. Club также отметил некоторые отсылки к другим художественным произведениям. Критик посчитал, что создатели мультсериала «довольно хорошо справились с катарсисом Зуко, когда он спокойно рассказывает Мэй о своих мыслях, а не устраивает большую драму». Рецензент отметил, что «в первом сне Аанг был одет как Гоку из „Жемчуга дракона Z“», а «в последнем он больше чем кто-либо похож на Озая», но Чайлдс подумал, что «это может быть отсылка к аниме», которое он просто не знает. Критик похвалил работу Ди Брэдли Бейкера, который «идеально озвучил Момо и Аппу» в эпизоде. Рецензент написал, что во время галлюцинации Аанга, которому мерещилась битвы животных, «Момо был одет в стиле самураев периода Эдо, хотя его синее кимоно больше всего напоминало кимоно Дзина из аниме „Самурай Чамплу“».